# Neolitsea undulatifolia
Neolitsea undulatifolia (H. Lév.) C.K. Allen – gatunek rośliny z rodziny wawrzynowatych (Lauraceae Juss.). Występuje naturalnie w południowo-wschodnich Chinach – w prowincjach Kuejczou i Junnan (w południowo-wschodniej części), a także w regionie autonomicznym Kuangsi. 

## Morfologia
PokrójZimozielone drzewo dorastające do 7 m wysokości. Młode gałązki są owłosione.
LiścieUlistnienie jest niemal okółkowe; liście są zebrane na końcach gałęzi. Blaszka liściowa jest naga i ma kształt lancetowatego do wąsko eliptycznego. Mierzy 6–10 cm długości oraz 1,5–2,5 cm szerokości, ma spiczastą zarówno nasadę jak i wierzchołek. Ogonek liściowy jest nagi i ma 6–12 mm długości.
KwiatySą niepozorne, jednopłciowe (dioecja), zebrane po 4–5 w baldachach rozwijających się w kątach pędów, które to z kolei skupione są po 2–3 w pęczkach.
OwoceMają odwrotnie jajowaty kształt i osiągają 12 mm długości oraz 8 cm szerokości.

## Biologia i ekologia
Rośnie w zaroślach oraz na terenach skalistych. Występuje na wysokości od 1400 do 2000 m n.p.m. Kwitnie w listopadzie, natomiast owoce dojrzewają od stycznia do lutego. 